# Àfrica
L'Àfrica és un dels cinc continents, el tercer més gran del món. Està situat entre els 17°30´ W, (Mali); els 51°25´ E, on hi ha el (Somàlia); els 37°20´ N, al cap Blanc (Tunísia); i els 34°50´ S, on hi ha el cap Agulhas (Sud-àfrica). El continent té una superfície total de 30.221.532 km², el 22% de la superfície terrestre. Està unit a l'Àsia per l'istme de Suez i l'envolta l'oceà Índic a l'est, l'oceà Atlàntic a l'oest i la mar Mediterrània, que la separa d'Europa, al nord.
Àfrica, particularment el centre d'Àfrica oriental, és àmpliament considerada per la comunitat científica com l'origen dels humans i del grup dels homínids (grans simis), com ho demostra el descobriment dels primers homínids i els seus avantpassats, així com formes posteriors que han estat datades de fa aproximadament set milions d'anys, incloent-hi Sahelanthropus tchadensis, Australopithecus africanus, A. afarensis, Homo erectus, H. habilis i H. ergaster, i el primer Homo sapiens (humà), descobert a Etiòpia, data de fa uns 200.000 anys.

## Etimologia
Afri era un nom llatí utilitzat per referir-se als habitants de la zona nord d'Àfrica a l'oest del riu Nil, i en el seu sentit més ampli es referia a totes les terres al sud de la mar Mediterrània (antiga Líbia). Aquest nom sembla que originàriament es referia a una tribu nativa líbia, avantpassat dels berbers moderns. El nom s'havia relacionat normalment amb la paraula fenícia afar que significa "pols", però una hipòtesi de 1981 ha afirmat que prové de la paraula berber ifri (plural ifran) que significa cova, en referència als habitants de les coves. La mateixa paraula es pot trobar en el nom dels Banu Ifran d'Algèria i Tripolitana, una tribu berber originària d'Ifrane al nord-oest de Líbia, així com de la ciutat d'Ifrane al Marroc.
Sota el domini romà, Cartago es va convertir en la capital de la província que llavors es va anomenar Àfrica Proconsularis, després de la derrota dels cartaginesos a la Tercera Guerra Púnica l'any 146 aC, que també incloïa la part costanera de la Líbia moderna. El sufix llatí -ica es pot utilitzar de vegades per a designar una terra (per exemple, en Celtica de Celtae, tal com l'utilitza Juli Cèsar). La regió musulmana posterior d'Ifríqiya, després de la seva conquesta de l'Exarcat d'Àfrica de l'Imperi Romà d'Orient, també va conservar una forma del nom.
Segons els romans, Àfrica es trobava a l'oest d'Egipte, mentre que Àsia s'utilitzava per referir-se a Anatòlia i a les terres de l'est. El geògraf Ptolemeu (85–165 dC) va traçar una línia definida entre els dos continents, indicant Alexandria al llarg del Meridià Primer i fent de l'istme de Suez i del Mar Roig el límit entre Àsia i Àfrica. A mesura que els europeus van arribar a comprendre l'extensió real del continent, la idea d'Àfrica es va expandir amb els seus coneixements.
S'han postulat altres hipòtesis etimològiques per al nom antic "Àfrica":
- L'historiador jueu Flavi Josep (segle i) va afirmar que va rebre el nom d'Éfer, net d'Abraham segons el Gènesi 25:4, els descendents del qual, segons ell, havien envaït Líbia.
- Isidor de Sevilla a la seva Etymologiae XIV.5.2 del segle VII. suggereix que "Àfrica prové del llatí aprica, que significa "assolellat".
- Massey, el 1881, va declarar que Àfrica deriva de l'egipci af-rui-ka, que significa "girar cap a l'obertura del Ka". El Ka és el doble energètic de cada persona i l'"obertura del Ka" es refereix a un ventre o lloc de naixement. Àfrica seria, per als egipcis, "el lloc de naixement".[9]
- Michèle Fruyt l'any 1976 va proposar enllaçar la paraula llatina amb africus "vent del sud", que seria d'origen umbri i significaria originàriament "vent plujós".[10]
- Robert R. Stieglitz de la Universitat de Rutgers l'any 1984 va proposar: "El nom Àfrica, derivat del llatí Aphir-ic-a, és afin de l'hebreu Ophir.[11]
- Ibn Khallikan i d'altres historiadors afirmen que el nom d'Àfrica prové d'un rei himiarita anomenat Afrikin ibn Kais ibn Saifi també anomenat "Afrikus fill d'Abraham" que va sotmetre Ifríqiya.[12][13][14]

## Història

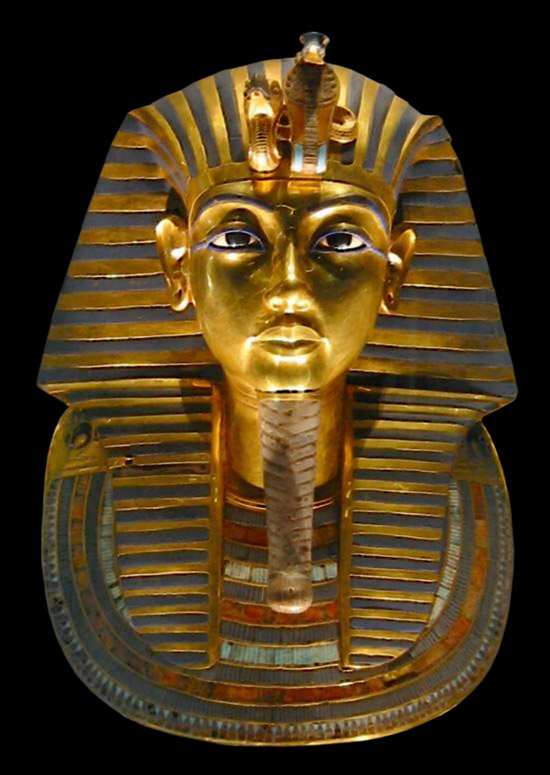
Màscara del faraó Tutankhamon

La història de l'Àfrica es pot dividir en tres períodes principals: el corresponent a la prehistòria i les primeres civilitzacions, amb l'auge d'Egipte; els imperis tribals posteriors i l'època marcada per la colonització europea i la posterior independència.
La història antiga d'Àfrica presenta, amb l'excepció d'Egipte, un aspecte molt perifèric. L'actual Magrib experimentà els processos exògens de les colonitzacions grega a la Cirenaica i fenícia a Cartago i, finalment, la conquesta romana, totes orientades vers la Mediterrània. La conquesta d'Egipte per Alexandre el Gran donà a la ciutat d'Alexandria una projecció universal i la conquesta romana incorporà el nord d'Àfrica a la seva civilització. L'existència d'estats indígenes, com Numídia, no reeixí a transformar aquesta part d'Àfrica en un nucli de poder i de cultura autònom i durador. El Regne de Kus fou l'intermediari de productes i d'influències entre el món mediterrani i l'interior del continent. La difusió, probablement des de Núbia, de la metal·lúrgia del ferro a l'Àfrica negra vers el 350 dC, succeí immediatament les indústries neolítiques. El més antic estat registrat fora de l'àrea mediterrània és el regne abissini d'Axum, fundat pels descendents dels semites immigrats des d'Aràbia, que fou cristianitzat sota la influència de les comunitats de l'alt Egipte, i adoptà el monofisisme com a religió oficial (s. IV).
L'estat etiòpic ha estat vehicle i objecte de múltiples influències exteriors (grecoromana, àrab, persa, índia, etc.), bé que l'expansió islàmica en provocà l'aïllament fins al s. XV. A banda de les cultures Nok (900 aC-200 dC), del Txad (s. X i XI) i la civilització ioruba d'Ife (s. XII i XIII), poc conegudes, la primera entitat política i cultural del Sudan de la qual hi ha notícia historiogràfica és el Regne de Ghana, fundat vers el s. IV dC i basat en la seva avantatjosa posició respecte a les rutes comercials entre els territoris negres i els de l'Àfrica septentrional i sahariana. La màxima extensió fou assolida per Ghana durant els s. IX a XI. La conquesta àrab del nord d'Àfrica al s. VI marcà decisivament l'evolució del continent.
La religió, la cultura i la llengua dels àrabs hi arrelaren definitivament i subsistiren pocs nuclis heterogenis (cristianisme copte a Egipte; nuclis de llengua amaziga al Magrib, on el cristianisme s'extingí totalment vers el s. XII i el Regne d'Axum, que presentà una resistència considerable). La penetració islàmica al sud del Sàhara s'hi afermà amb la constitució al Senegal de la secta religiosa i militar dels almoràvits (1042), que conqueriren el Regne de Ghana (1076), destruït definitivament a mans de l'imperi musulmà i negre del Mali (1240), el qual arribà al màxim de la seva extensió sota Gongo Müsà (1312-1337). Comprenia des de l'Atlàntic fins als estats haussa. Conquerit per la dinastia Dia, fundadora de l'Imperi songhai, aquest representà, sota Sonni ‘Ali (1468-1492), una reacció contra l'islam a favor de les tradicions paganes. Els Askia destronaren els Dia (1493), retornaren a l'islam i governaren Songhai fins a la conquesta marroquina (1591).
Altres estats i pobles negres del Sudan occidental observaren una actitud de resistència contra l'islam, com els mossi i els haussa. A la sortida meridional de la ruta que porta de la Mediterrània a la regió del Txad, a través del Tibesti, es constituí el Regne de Kanem-Bornu, islamitzat des del s. XI i que arribà al seu apogeu comercial i territorial, basat en el tràfic d'esclaus, durant el segle xvi. A partir d'aquest segle, els estats interiors s'empobriren, i el gros de l'intercanvi passà al litoral, on la navegació europea havia obert noves sortides als productes africans, i on es constituïren o es renovaren altres estats (Aixanti, Dahomey, Ioruba, Benín), els quals, mitjançant
armes de foc europees, adquiriren una superioritat militar sobre els pobles de l'interior.
En els imperis del Mali, Songhai i Kanem-Bornu i a les ciutats estat haussa, l'islam es desenvolupà amb vitalitat pròpia (escola de Tombouctou). Per la seva banda, els fulbes s'estengueren des de les vores del Senegal cap a l'est (segle xiv) i constituïren un imperi des del Níger fins a Adamaua. Ahmadu Lobo constituí un altre estat que desplaçà els bambares. El mande Samöri Türi constituí a l'Alt Níger (final del s. XIX) l'últim Imperi sudanès, dominat pel terror, com ho fou també el del caçador d'esclaus Räbah, que s'estenia del Txad al Kordufan. Els nòmades àrabs del Sudan oriental n'islamitzaren els pobles autòctons, els quals fundaren el regne islàmic de Funj, que durà fins al s. XIX.

### Colonització i independència

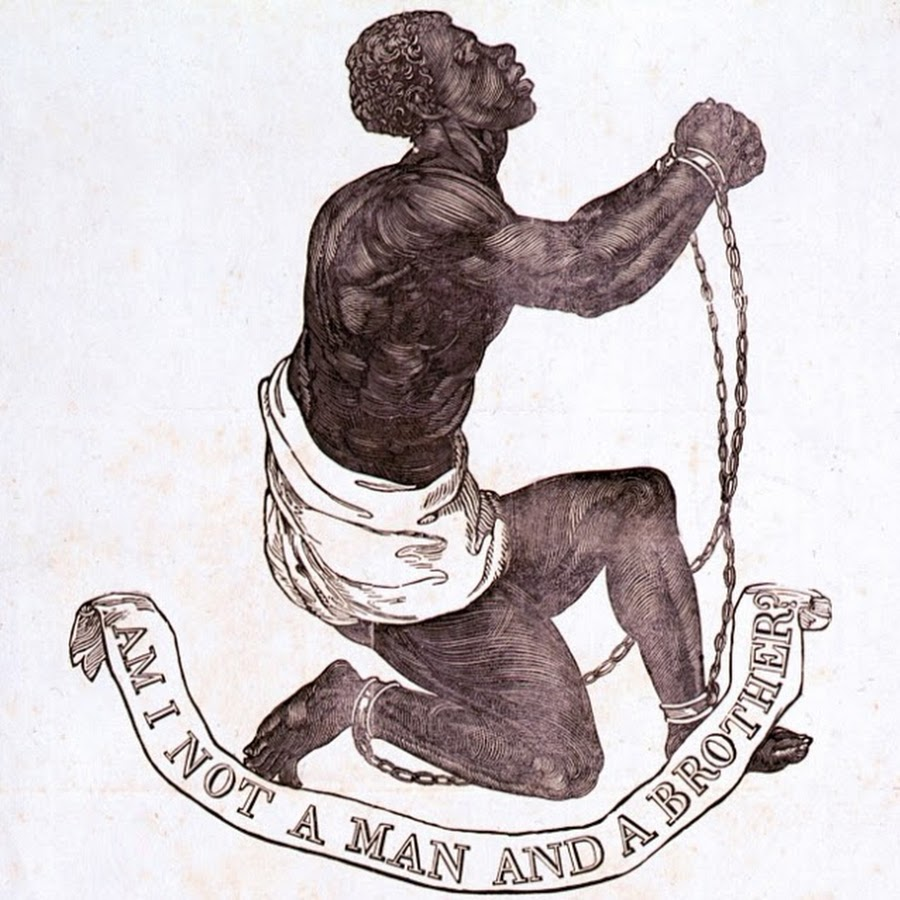
Medalló oficial de la Societat britànica antiesclavatge. La inscripció diu: «que jo no sóc un home i un germà?»

A inicis del s. XV, comença l'era dels grans descobriments europeus. El 1416, els portuguesos, sota la direcció de l'infant Enric el Navegant, emprengueren l'exploració sistemàtica de la costa africana occidental en cerca del desitjat pas cap a l'oceà Índic, objectiu completat per Vasco da Gama, el 1498. Cal remarcar que, amb l'excepció d'Abissínia, entre el s. XV fins a l'establiment del tràfic d'esclaus en gran escala (s. XVII i XVIII), Àfrica no era considerada un centre d'interès ni d'explotació, ans una escala en la ruta de l'Índia. La fundació a Londres, el 1788, de la British African Association, amb finalitat científica, econòmica i humanitària (combatre l'esclavitud), a la qual s'afegí el "zel missioner", fou l'inici de l'exploració africana per part dels europeus: Mungo Park, Clapperton, Denham i Oudney, Lander, Caillié, Livingstone, Barth, Burton, Speke, Grant, Rohlfs, Nachtigal, Stanley, Brazza i Marchand foren alguns dels exploradors més destacats entre 1795 i 1898. Altrament, llevat de Sud-àfrica, al sud del Sàhara, els europeus es limitaren, fins ben entrat el segle xix, a establir enclavaments costaners des d'on practicaven el comerç.
Els primers en foren els portuguesos (fundació d'Elmina, 1482; São Tomé, 1493 i Mpinda, 1501), en els quals la influència islàmica impedí que s'estengueren a la costa oriental. La presència portuguesa donà lloc al Regne del Congo. El tràfic d'esclaus, practicat pels musulmans des de feia segles, prengué al segle xvii un volum extraordinari i constituí, i fins a principis del s. XIX, un dels factors més decisius en la història d'Àfrica. L'opinió europea contra l'esclavitud provocà la prohibició del tràfic negrer i, més tard, l'abolició de l'esclavitud, ratificada en el congrés de Viena el 1815. Amb esclaus alliberats i d'altres que ja ho eren a Amèrica, el 1847, hom fundà la República de Libèria, únic estat independent de l'Àfrica negra per més de cent anys. Els estats musulmans no es consideraren obligats per la prohibició, cosa que aprofitaren les potències europees per a justificar-hi la intervenció en nom de l'humanitarisme. La prohibició del tràfic d'esclaus, per altra banda, eliminà la base econòmica dels estats negres de la costa.
L'ocupació del cap de Bona Esperança per part dels neerlandesos de les Províncies Unides (1652) convertí aquesta regió en l'única d'Àfrica amb una població nombrosa de colons europeus, els afrikaner, descendents dels pagesos (bòers) neerlandesos. En el seu avenç, exterminaren els hotentots i els boiximans i toparen amb els bantus del grup nguni (1780), i hi entraren en conflicte, sobretot en el període en què regnà el cap zulu Chaka (1787-1828), el qual creà una temuda organització militar. La incorporació del Cap per la Gran Bretanya (1814) despertà l'oposició dels afrikaner, que emigraren cap a l'interior (1837, el gran trek), on consolidaren llurs repúbliques independents fora dels límits de la colònia britànica. Però el descobriment de les mines de diamants (1867) originà la Guerra anglobòer.
A Abissínia, el Ras Kassa (Teodor II, 1855) acabà amb l'anarquia iniciada al segle xvi. Derrotat pels anglesos (1867), aquests entronitzaren el negus Johan IV. El seu successor, Menelik II d'Etiòpia, que havia fundat Addis Abeba (1883), continuà des del 1885 la tasca d'organització i de modernització de l'imperi i resistí amb èxit la pressió italiana.
La colonització del continent al sud del Sàhara, llevat del cas de l'Àfrica meridional, del Senegal i d'Angola, no començà fins passada la meitat del s. XIX. El decandiment del comerç que la supressió del tràfic d'esclaus comportà feu entrar en crisi les companyies propietàries dels establiments mercantils de la costa i els estats hi prengueren la iniciativa. En la conferència de Berlín (1884-85), fou establert el principi de l'ocupació efectiva com a condició de reconeixement de sobirania; hom reconegué la sobirania francesa sobre el Congo i fou establerta una zona de lliure comerç d'oceà a oceà, l'anomenada Conca Convencional del Congo.
El procés d'ocupació dels territoris i de les esferes d'influència que s'havien atribuït les potències amb motiu del repartiment motivà conflictes entre les potències colonitzadores (Fachoda, 1898 i Agadir, 1911), la conquesta francesa del Sudan i guerres amb alguns dels pocs estats africans independents: la temptativa fracassada d'Itàlia sobre Abissínia (desastre d'Adua, el 1896) i, sobretot, la Guerra anglobòer (1899-1902), que acabà amb la submissió dels estats dels afrikaner, i amb la constitució de l'autònoma Unió Sud-africana (1910).
Des de l'edat mitjana, tot el nord d'Àfrica menys el Marroc era sota el domini turc, bé que, des de principis del s. XIX, el poder era a mans dels beis d'Alger, dels beis husseinites de Tunis, d'una oligarquia local a Trípoli i dels mamelucs a Egipte. El 1804, però, Muhammad ‘Ali expulsà del poder els mamelucs i començà a posar les bases del modern estat egipci. El 1830, les tropes franceses, pretextant la repressió de la pirateria barbaresca, iniciaren la conquesta d'Algèria i convertien Tunis en un protectorat francès. Itàlia conquerí Trípoli en guerra contra Turquia. El mateix Egipte caigué en un estat de protectorat britànic, de fet (1882). Les tropes britàniques i egípcies, comandades per lord Kitchener, convertiren l'imperi de Muhammad ‘Ali en condomini angloegipci (1898). El Marroc, finalment, acabà formalitzant (1912) el seu estatus de protectorat, dividit entre Espanya i França, amb la creació, a més, del territori internacional de Tànger.
Al principi del s. XIX, i aprofitant l'obra dels colonitzadors europeus, catòlics i protestants hi iniciaren una obra missionera àmplia. Després de la Primera Guerra Mundial, la Societat de Nacions creà els mandats, territoris de les potències vençudes confiats a un estat amb l'encàrrec d'administrar-los. L'única variació territorial important fins a la Segona Guerra Mundial fou la conquesta italiana d'Abissínia (1935-36). En el període següent a la Primera Guerra mundial, el desenvolupament general de l'economia mundial feu sorgir un nou interès envers Àfrica com a font de matèries primeres i el creixement del cos de funcionaris nadius, i cal remarcar l'existència d'una classe militar africana al servei dels colonitzadors que, més tard, havia de pesar decisivament en el futur dels països ja independitzats.
En el període d'entreguerres, els conflictes derivats de l'anticolonialisme augmentaren (oposició a Egipte al domini britànic, alçament d'Abd el-Krim al Rif contra Espanya, etc.). La Segona Guerra mundial accelerà el procés cap a l'autodeterminació dels països africans. Els antics mandats de la Societat de Nacions foren transformats en territoris fideïcomís. El 1947, Itàlia renuncià a les seves colònies: Eritrea fou annexionada a Etiòpia i Líbia esdevingué independent (1951); Somàlia assolí la independència el 1960 en unir-se-li la Somàlia Britànica. El 1958, De Gaulle intentà encara, amb la Communauté, de mantenir-ne el conjunt, però el 1960 concedí a tots els membres la total independència. El Marroc, protectorat francoespanyol, i Tunísia, protectorat francès, aconseguiren el 1955 i el 1956 la restitució de la sobirania. Algèria assolí la independència en una guerra sagnant (1954-1962), després de la qual gran part dels colons francesos abandonaren el país.
L'any 1975, les Comores (amb excepció de l'illa de la Mayotte) assoliren la independència de França i, el 1977, l'antic Territori Francès dels àfars i dels isses esdevenia l'estat de Djibouti. El Regne Unit, des del 1945, inicià el camí cap a l'autogovern de les seves colònies tropicals, però des de mitjan anys cinquanta el nacionalisme accelerà el camí cap a la independència.
Posteriorment, mitjançant la Commonwealth, aquests territoris han mantingut lligams econòmics i culturals amb l'antiga metròpoli. El 1965, la minoria blanca de Rhodèsia, amb el suport de Sud-àfrica, proclamà unilateralment la independència enfront dels britànics i de les Nacions Unides. Els moviments guerrillers adquiriren una creixent importància fins que, el 1980, assoliren l'hegemonia. Bèlgica seguí el 1960 l'exemple francobritànic i concedí la independència al Congo (amb el nom de Zaire), però en unes condicions d'anarquia i de disgregació tan grans que motivaren la intervenció de l'ONU. Espanya aprovà un estatut d'autonomia per als seus territoris al golf de Guinea, i acabà concedint-los la independència (1968). El 1974, amb la caiguda de la dictadura portuguesa, Angola i Moçambic assoliren la independència.
Per tal de consolidar-se políticament i econòmica, els estats africans crearen, el 1963, l'Organització de la Unitat Africana (OUA). Però, al mateix temps, els estats assumiren plenament el traçat artificial de les fronteres colonials. En general, la independència política no en resolgué el subdesenvolupament econòmic. La confrontació entre els EUA i l'URSS, des de la Segona Guerra mundial fins al 1991, en què s'esfondrà la segona d'aquestes potències, comportà la disputa pel territori africà en zones d'influència, disputa en la qual ambdós blocs se serviren de conflictes pròpiament africans.
Des de la independència (1960), el Txad ha conegut un enfrontament continu entre el nord, islàmic, i el sud, més o menys cristianitzat, al qual ni la vella potència colonial, França, ni un veí, militarment poderós, Líbia, han estat aliens. Quant a Namíbia, antiga colònia de l'Àfrica del Sud-oest, el 1968 prengué el nom actual per decisió de les Nacions Unides, alhora que es declarava il·legal l'actuació al territori de la potència mandatària i tutelar, Sud-àfrica. Lluny d'això, aquest país s'annexionà Namíbia i hi estengué les característiques polítiques del seu règim de segregació racial (apartheid). Contra aquest fet, s'aixecà l'independentisme namibià, organitzat des del 1958 en el SWAPO (South West African People's Organization), que el 1990 aconseguí la independència plena, canvi que no hauria estat possible sense l'abolició de l'apartheid a la mateixa Sud-àfrica només un any després. Al corn d'Àfrica, les indefinicions frontereres serviren de base a l'inici de conflictes que reforçaren la posició estratègica de les grans potències.
El destronament de l'emperador d'Etiòpia, Haile Selassie, el 1974, i la progressiva configuració d'un règim militar de caràcter prosoviètic comportaren, el 1977, un nou rumb a les tensions a la zona. En primer lloc, el territori de l'Ogaden fou motiu de disputes amb Somàlia. A Eritrea, la retirada, el 1990, del suport soviètic al règim etiòpic, possibilità l'accés a la independència per part del moviment secessionista (1993). Una altra zona de conflicte, seqüela del colonialisme, és el Sàhara occidental, cobejat des del 1975, any de l'abandó del territori per part d'Espanya, pel Marroc, pretensió a la qual s'oposa el moviment guerriller del Front Polissari. Altres conflictes d'importància han estat els enfrontaments interètnics crònics, que el 1994 assoliren un dels punts més dramàtics a Ruanda, i també el fort creixement del fonamentalisme islàmic, especialment al Magrib.

## Geografia física

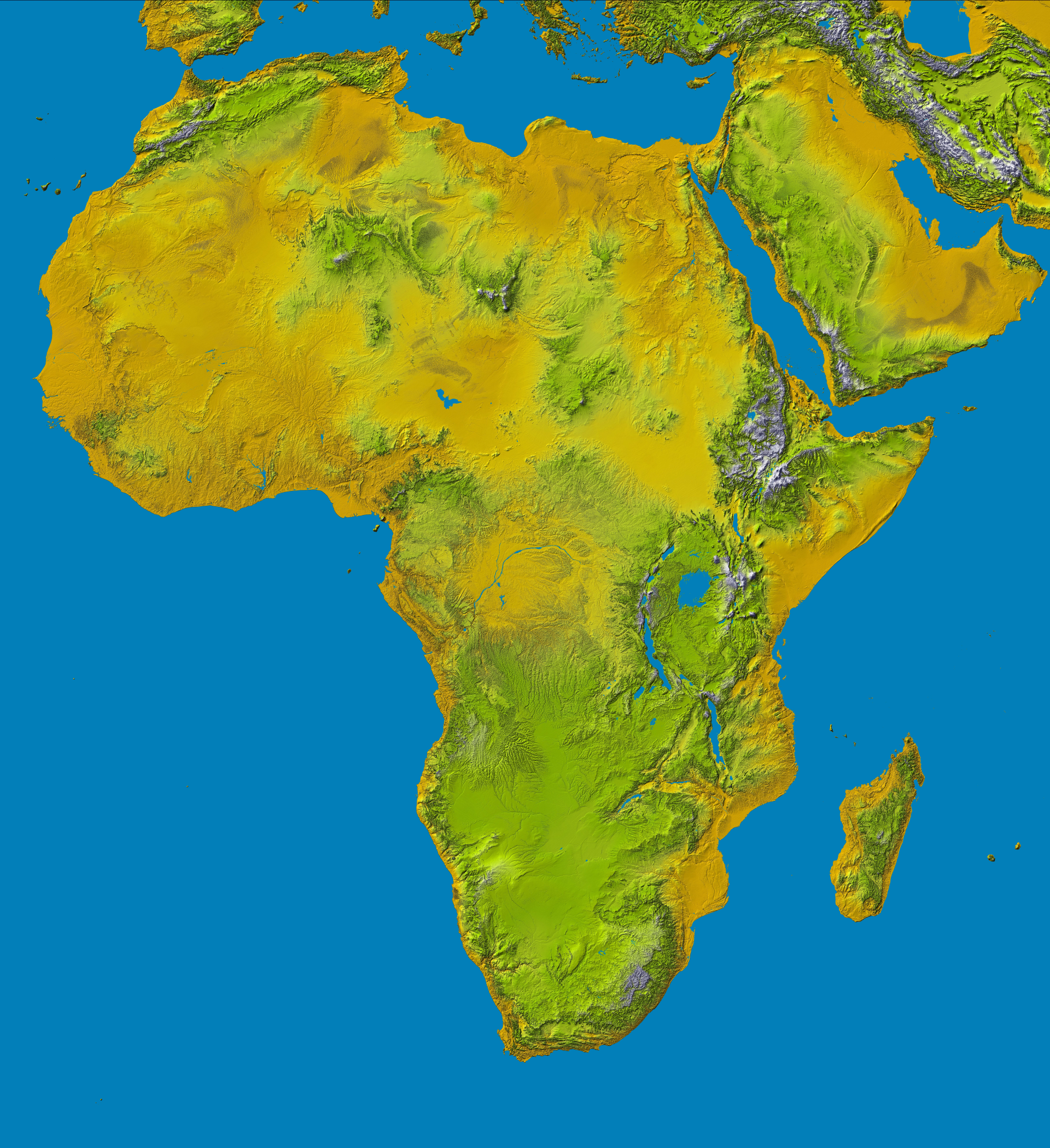
Mapa físic d'Àfrica

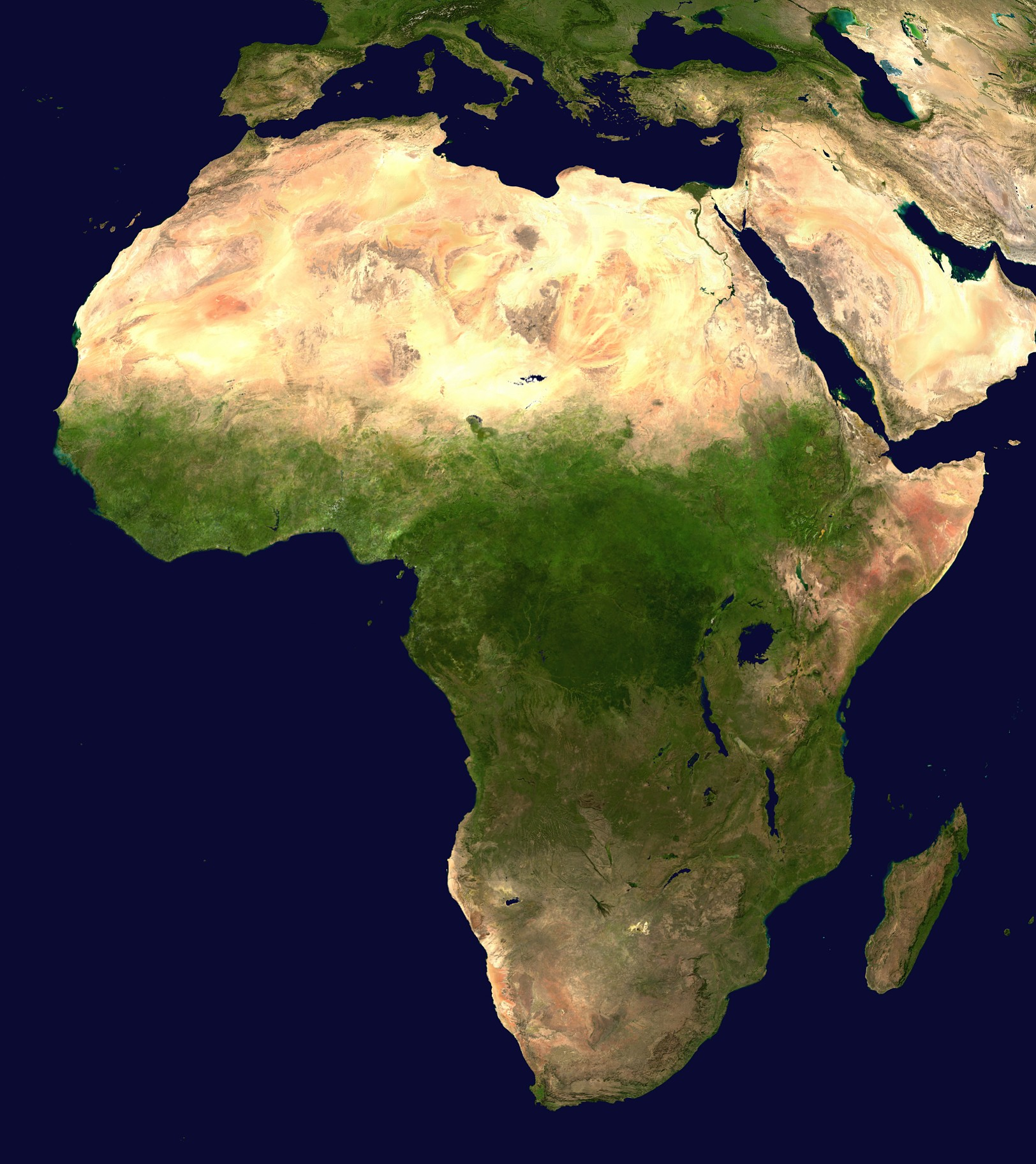
Imatge de satèl·lit del continent africà

Limita al nord amb la mar Mediterrània, a l'est amb la mar Roja, a l'est i al sud amb l'oceà Índic i a l'oest amb l'oceà Atlàntic. Està unit a Àsia per mitjà de l'istme de Suez, i separat d'Europa per l'estret de Gibraltar. Excepte l'entrant que forma el golf de Guinea, no té accidents importants al litoral. Comprèn, entre d'altres, les illes de Madagascar, les Canàries, Cap Verd, Socotra, Zanzíbar, la Reunió i les Comores, per citar només les illes i els arxipèlags majors.
Els cims principals en són el Kilimanjaro i el mont Kenya, tots dos a l'Àfrica oriental i amb més de 5.000 metres d'altitud. El volcà Kibo, al massís del Kilimanjaro, és el punt més alt del continent africà. Hi destaquen els deserts del Sàhara, al nord, i del Kalahari, al sud. Els rius més importants són el Nil, el Congo, el Níger i el Zambezi. Pel que fa als llacs, cal esmentar el Victòria, el Malawi i el Tanganyika.

### Regions naturals
Es pot dividir Àfrica en diverses regions naturals, amb relació amb les cultures que s'hi desenvolupen i el relleu que les marca. La zona del nord o Magrib està separada de la resta pel desert del Sàhara, que forma una àrea a part. Aquest desert limita a l'est amb la banya d'Àfrica, una península volcànica banyada per dos mars. Al sud, hi ha el Sahel africà, una àmplia franja de sabana que divideix el continent entre països del nord i del centre i sud.
La següent zona destacable és la regió tropical, amb altes temperatures i abundant vegetació, que ocupa el centre del continent i és bressol de nombroses comunitats indígenes. Àfrica austral és una regió que comprèn els estats del sud, amb lligams mutus culturals i comercials i una forta urbanització. Per acabar, Madagascar, com a gran illa, se sol considerar una regió natural independent.

### Illes
Les illes d'Àfrica són petites, excepció feta de Madagascar, que amb 595.230 km² és la quarta més gran de la Terra (després de Grenlàndia, Nova Guinea i Borneo). Està situada al sud-est de la costa del continent, del qual la separa el canal de Moçambic (de 400 km al punt més estret). Per la seva estructura, flora i fauna, representa un nexe d'unió entre l'Àfrica i el sud de l'Àsia. A l'est de Madagascar, hi ha les illes de Maurici i la Reunió. Socotra rau a l'est-nord-est del cap Guardafui. Al nord-oest del continent, hi ha els arxipèlags de Cap Verd i les Canàries, d'origen volcànic (igual que altres petites illes del golf de Guinea).

### Clima, fauna i flora
El clima d'Àfrica va d'un clima tropical a un de subàrtic als seus pics més alts. La meitat septentrional és principalment deserta o àrida, mentre que les parts central i meridional contenen tant planes de sabana com regions de jungla molt espessa. Entremig, hi ha una convergència dominada per patrons de vegetació, com ara Sahel i estepa.
Àfrica té possiblement la combinació més gran del món de densitat i "llibertat" de poblacions i diversitat de poblacions d'animals salvatges, amb poblacions salvatges de grans carnívors (com ara lleons, hienes i guepards) i herbívors (com ara búfals, cérvols, elefants, camells i girafes), que viuen principalment en planes privades i no privades. També hi viuen una gran varietat de criatures de la jungla (incloent-hi serps i primats) i vida aquàtica (incloent-hi cocodrils i amfibis).

## Geografia humana i societat

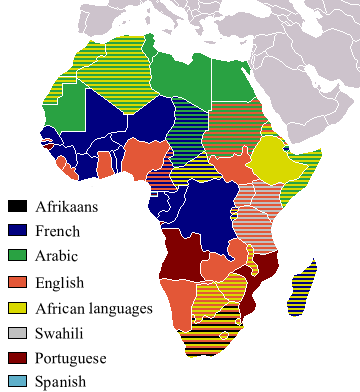
Llengües oficials a Àfrica

### Demografia
El poblament africà és molt desigual per les condicions sovint inhòspites del medi físic. Les densitats més altes s'assoleixen a la vall i al delta del Nil (més de 600 h/km²), però les normals oscil·len entre menys de 50 i 100 h/km². En general, la població s'acumula en illots que esgoten ràpidament els recursos i provoquen l'èxode de la població excedent (mines de Sud-àfrica, plantacions cotoneres d'Uganda, ciutats portuàries, etc., i a la franja mediterrània, cap a l'Europa industrial).
Amb un 20% de la terra emergida del planeta, el 1991 Àfrica només tenia el 12,46% de la població mundial i una densitat de 22 h/km, superior a la d'Amèrica i Oceania.
La taxa anual de creixement de població (2,9% el 1975-80, 3,0% el 1980-90) és la més elevada de tots els continents i és conseqüència de l'elevada taxa de natalitat (44‰ el 1986-90); l'elevada taxa de mortalitat infantil redueix considerablement l'esperança de vida (53 anys). Pel que fa a les ètnies, tot i que a l'Àfrica les poblacions s'han barrejat considerablement, es poden reconèixer alguns grups diferenciats: un grup d'euròpids (ètnia mediterrànida), al nord i al Sàhara, un grup reduït mongòlid a Madagascar (merina), i un grup nombrós d'ètnies nègrides (ètnies sudànida, bantúida, nilòtida, paleonègrida, etiòpida i pígmida) al sud del Sàhara, llevat de l'extrem meridional, on hi ha una reduïda implantació d'euròpids, i del desert de Kalahari, habitat per l'ètnia khoisànida.

### Llengües
El continent africà, sobretot al sud del Sàhara, presenta una gran diversitat lingüística. Hom estima el nombre de llengües africanes al voltant del miler, la majoria de les quals tenen menys de 100.000 parlants. J. H. Greenberg en proposà (1963) una classificació global en quatre famílies: afroasiàtic, niloticosaharià, nigerokor-dofanià i khoisan. La família afroasiàtica inclou el semític i part de les llengües classificades com a camites, repartides en les branques següents: semítica, amaziga, egípcia, cuixítica, omòtica i txadiana. Els criteris per a l'agrupació d'aquestes famílies es basen en trets fonètics, fonològics i morfològics.
En la majoria d'estats africans, la llengua oficial és la forana introduïda pels colonitzadors. En són excepció, a banda dels d'influència àrab: Etiòpia (amhàric), Somàlia (somali) i Tanzània (swahili); a aquests, es poden afegir Botswana (tswana), Burundi (rundi), Lesotho (sotho), Malawi (chewa) i Ruanda (ruanda), estats en els quals, tanmateix, en els mitjans oficials és molt més emprada la llengua importada.
Les linguae francae hi han adquirit gran importància (swahili, haussa, manding). La religió que tradicionalment tenia més adherents a l'Àfrica era l'animisme; el 1900, un 32% de la població era adepta a l'islamisme, un 9% al cristianisme i un 58% a les religions animistes. El 1995, aquesta relació s'havia capgirat notablement i, així, un 45% era adepte al cristianisme, un 41% a l'islamisme un 12% a les religions tribals.

### Estats d'Àfrica
Les fronteres dels estats africans són, en gran part, un producte de la colonització i això explica que no tinguin en compte la realitat dels diferents grups humans. De la mateixa manera, les agrupacions dels estats en regions tampoc no respon a cap realitat històrica, sinó a raons pràctiques. Habitualment, es diferencien les següents subdivisions o regions d'Àfrica:
- Àfrica del Nord: limitada al sud pel Sàhara i habitada per una població àrab i amaziga, entre la qual predomina l'islam.
- Àfrica subsahariana o Àfrica negra: amb una població predominantment d'ètnia negra, entre la qual predomina l'animisme i el cristianisme. S'acostuma a subdividir en quatre zones:
  - Àfrica occidental
  - Àfrica oriental
  - Àfrica central
  - Àfrica austral: amb un clima temperat i el desenvolupament econòmic més important del continent.

#### Llista d'estats i territoris

Mapa polític del continent

|                                              | Nom del país o territori               | Superfície (km²)                | Població (2002) | Densitat de població (hab/km²) | Capital                    |
| -------------------------------------------- | -------------------------------------- | ------------------------------- | --------------- | ------------------------------ | -------------------------- |
| Àfrica oriental:                             |                                        |                                 |                 |                                |                            |
| Burundi                                      | Burundi                                | 27.830                          | 8.090.068       | 229,0                          | Gitega                     |
| Comores                                      | Comores                                | 2.170                           | 690.948         | 283,1                          | Moroni                     |
| Djibouti                                     | Djibouti                               | 23.000                          | 768.900         | 20,6                           | Djibouti                   |
| Eritrea                                      | Eritrea                                | 121.320                         | 4.465.651       | 36,8                           | Asmara                     |
| Etiòpia                                      | Etiòpia                                | 1.127.127                       | 74.777.981      | 60,0                           | Addis Abeba                |
| Kenya                                        | Kenya                                  | 582.650                         | 34.707.817      | 53,4                           | Nairobi                    |
| Madagascar                                   | Madagascar                             | 587.040                         | 18.595.469      | 28,1                           | Antananarivo               |
| Malawi                                       | Malawi                                 | 118.480                         | 13.013.926      | 90,3                           | Lilongwe                   |
| Maurici                                      | Maurici                                | 2.040                           | 1.200.206       | 588,3                          | Port-Louis                 |
| Moçambic                                     | Moçambic                               | 801.590                         | 19.686.505      | 24,5                           | Maputo                     |
| Ruanda                                       | Ruanda                                 | 26.338                          | 8.648.248       | 280,9                          | Kigali                     |
| Seychelles                                   | Seychelles                             | 455                             | 83.688          | 176,0                          | Victòria                   |
| Somàlia                                      | Somàlia                                | 637.657                         | 7.753.310       | 12,2                           | Mogadiscio                 |
| Tanzània                                     | Tanzània                               | 945.087                         | 37.187.939      | 39,3                           | Dodoma                     |
| Uganda                                       | Uganda                                 | 236.040                         | 24.699.073      | 104,6                          | Kampala                    |
| Zàmbia                                       | Zàmbia                                 | 752.614                         | 9.959.037       | 13,2                           | Lusaka                     |
| Zimbàbue                                     | Zimbàbue                               | 390.580                         | 11.376.676      | 29,1                           | Harare                     |
| Dependències europees a l'Àfrica Oriental:   |                                        |                                 |                 |                                |                            |
| França                                       | Illes Esparses (França)                | 44                              | -               | -                              | Saint-Denis                |
| Mayotte (local)                              | Mayotte (França)                       | 374                             | 201.234         | 456,9                          | Mamoudzou                  |
| França                                       | La Reunió (França)                     | 2.512                           | 787.584         | 296,2                          | Saint-Denis                |
| Àfrica central:                              |                                        |                                 |                 |                                |                            |
| Angola                                       | Angola                                 | 1.246.700                       | 10.593.171      | 8,5                            | Luanda                     |
| Camerun                                      | Camerun                                | 475.440                         | 16.184.748      | 34,0                           | Yaoundé                    |
| República Centreafricana                     | República Centreafricana               | 622.984                         | 3.642.739       | 5,8                            | Bangui                     |
| Txad                                         | Txad                                   | 1.284.000                       | 8.997.237       | 7,0                            | N'Djamena                  |
| República del Congo                          | República del Congo                    | 342.000                         | 2.958.448       | 8,7                            | Brazzaville                |
| República Democràtica del Congo              | República Democràtica del Congo        | 2.345.410                       | 55.225.478      | 23,5                           | Kinshasa                   |
| Guinea Equatorial                            | Guinea Equatorial                      | 28.051                          | 498.144         | 17,8                           | Malabo                     |
| Gabon                                        | Gabon                                  | 267.667                         | 1.233.353       | 4,6                            | Libreville                 |
| São Tomé i Príncipe                          | São Tomé i Príncipe                    | 1.001                           | 170.372         | 170,2                          | São Tomé                   |
| Àfrica del Nord:                             |                                        |                                 |                 |                                |                            |
| Algèria                                      | Algèria                                | 2.381.740                       | 32.277.942      | 13,6                           | Alger                      |
| Egipte                                       | Egipte                                 | 1.001.450                       | 70.712.345      | 70,6                           | El Caire                   |
| Líbia                                        | Líbia                                  | 1.759.540                       | 5.368.585       | 3,1                            | Trípoli                    |
| Marroc                                       | Marroc                                 | 446.550 (710 050 amb el Sàhara) | 31.167.783      | 69,8                           | Rabat                      |
| Sàhara Occidental                            | Sàhara Occidental (territori disputat) | 266.000                         | 256.177         | 1,0                            | Al-Aaiun                   |
| Sudan                                        | Sudan                                  | 1.886.068                       | 37.090.298      | 197                            | Khartum                    |
| Sudan del Sud                                | Sudan del Sud                          | 644.329                         | 11.544.905      | 13,3                           | Juba                       |
| Tunísia                                      | Tunísia                                | 163.610                         | 9.815.644       | 60,0                           | Tunis                      |
| Dependències europees a l'Àfrica del Nord:   |                                        |                                 |                 |                                |                            |
| Canàries                                     | Canàries (Espanya)                     | 7.492                           | 1.694.477       | 226,2                          | Las Palmas de Gran Canaria |
| Ceuta                                        | Ceuta (Espanya)                        | 20                              | 71.505          | 3.575,2                        | —                          |
| Madeira                                      | Madeira (Portugal)                     | 797                             | 245.000         | 307,4                          | Funchal                    |
| Melilla                                      | Melilla (Espanya)                      | 12                              | 66.411          | 5.534,2                        | —                          |
| Àfrica Austral:                              |                                        |                                 |                 |                                |                            |
| Botswana                                     | Botswana                               | 600.370                         | 1.591.232       | 2,7                            | Gaborone                   |
| Lesotho                                      | Lesotho                                | 30.355                          | 2.207.954       | 72,7                           | Maseru                     |
| Namibia                                      | Namíbia                                | 825.418                         | 1.820.916       | 2,2                            | Windhoek                   |
| Sud-àfrica                                   | Sud-àfrica                             | 1.219.912                       | 43.647.658      | 35,8                           | Pretoria                   |
| Swazilàndia                                  | Swazilàndia                            | 17.363                          | 1.123.605       | 64,7                           | Mbabane                    |
| Àfrica Occidental:                           |                                        |                                 |                 |                                |                            |
| Benin                                        | Benín                                  | 112.620                         | 6.787.625       | 60,3                           | Porto-Novo                 |
| Burkina Faso                                 | Burkina Faso                           | 274.200                         | 12.603.185      | 46,0                           | Ouagadougou                |
| Cap Verd                                     | Cap Verd                               | 4.033                           | 408.760         | 101,4                          | Praia                      |
| Costa d'Ivori                                | Costa d'Ivori                          | 322.460                         | 16.804.784      | 52,1                           | Abidjan, Yamoussoukro      |
| Gambia                                       | Gàmbia                                 | 11.300                          | 1.455.842       | 128,8                          | Banjul                     |
| Ghana                                        | Ghana                                  | 239.460                         | 20.244.154      | 84,5                           | Accra                      |
| Guinea                                       | Guinea                                 | 245.857                         | 7.775.065       | 31,6                           | Conakry                    |
| Guinea-Bissau                                | Guinea Bissau                          | 36.120                          | 1.345.479       | 37,3                           | Bissau                     |
| Libèria                                      | Libèria                                | 111.370                         | 3.288.198       | 29,5                           | Monrovia                   |
| Mali                                         | Mali                                   | 1.240.000                       | 11.340.480      | 9,1                            | Bamako                     |
| Mauritània                                   | Mauritània                             | 1.030.700                       | 2.828.858       | 2,7                            | Nouakchott                 |
| Níger                                        | Níger                                  | 1.267.000                       | 10.639.744      | 8,4                            | Niamey                     |
| Nigèria                                      | Nigèria                                | 923.768                         | 200.934.911     | 206,64                         | Abuja                      |
| Senegal                                      | Senegal                                | 196.190                         | 11.343.328      | 57,8                           | Dakar                      |
| Sierra Leone                                 | Sierra Leone                           | 71.740                          | 5.614.743       | 78,3                           | Freetown                   |
| Togo                                         | Togo                                   | 56.785                          | 5.285.501       | 93,1                           | Lomé                       |
| Dependències europees a l'Àfrica Occidental: |                                        |                                 |                 |                                |                            |
| Saint Helena                                 | Santa Helena (Regne Unit)              | 410                             | 7.317           | 17,8                           | Jamestown                  |
| Total                                        | Total                                  | 30.368.609                      | 843.705.143     | 27,8                           |                            |

#### Independentisme postcolonial
El continent, que va veure néixer pràcticament tots els estats que el conformen entre les dècades de 1950 i 1970, només ha assistit a tres independències postcolonials: la de Namíbia el 1990 (de Sud-àfrica), la d'Eritrea el 1993 (d'Etiòpia) i la del Sudan del Sud el 2011 (del Sudan). L'excolònia britànica de Somalilàndia és segurament el més consolidat d'entre els intents actuals d'aconseguir una independència a Àfrica, i alhora exemplifica la dificultat de veure-la reconeguda, fins i tot quan es materialitza sobre el terreny.
Com a mínim, una desena de països compten amb moviments secessionistes d'una certa importància: Camerun del Sud, Sàhara Occidental, Barotselàndia, Biafra, Cabinda, Cabília, Casamance, Ogaden, Oròmia i Azawad.

## Economia
Per la seva condició d'antigues colònies, molts estats africans mantenen estretes relacions econòmiques amb la Unió Europea.
Hi ha una organització supranacional anomenada Unió Africana, de què formen part tots els estats del continent excepte el Marroc, incloent-hi la República Àrab Sahrauí Democràtica. La major part dels estats africans estan subdesenvolupats o en vies de desenvolupament.
Més del 50% de la població o 350 milions de persones viuen amb menys d'un dòlar cada dia. Àfrica encara paga prop de $ 20.000 milions de dòlars en pagaments de deute cada any, malgrat les condonacions de deute dels anys 1990.

### Recursos
Durant el règim colonial, els europeus van explotar els productes més fàcils i més profitosos d'extreure, com l'or, l'ivori, fustes i fibres tèxtils. Després de l'emancipació de les colònies, el més cobejat va passar a ser el petroli, els diamants i la mineria en general, però aquests productes es troben en pocs països. La manca de bona tecnologia i de mitjans de comunicació eficients dificulten l'explotació de les matèries primeres.

### Ajuda exterior
L'ajuda exterior arriba als cinquanta milions de dòlars cada any, i en els últims 60 anys aquesta ajuda ha estat d'almenys mil milions. Tanmateix, això ha empobrit més els estats, n'ha alentit el creixement, els ha endeutat més, els ha fet més propensos a la inflació i vulnerables als vaivens de les divises, ha reduït l'atractiu per a la inversió i hi ha augmentat el risc de conflictes civils. L'ajuda exterior es transforma en deute, que es paga a costa de l'educació i els serveis mèdics africans. Quan s'acaba de pagar un deute, els països tornen a demanar més ajuda. Per tal de pal·liar aquest cercle viciós, la tendència actual consisteix a condonar el deute extern als estats que demostren un compromís amb el sistema democràtic i amb el desenvolupament.
En alguns països, l'ajuda ha servit per a resoldre problemes com les epidèmies que delmen la salut i la vida de la població activa (sida, malària), la manca d'infraestructures bàsiques, el rendiment agrícola, l'analfabetisme i la manca d'educació primària universal. Hi ha exemples d'estats, com Ghana, que demostren emprar correctament l'ajuda.
El flux de capital ajuda que els governs ineficients continuïn en el poder, ja que el president no ha de fer res perquè l'ajuda continua arribant-hi, sempre que pagui a l'exèrcit. No ha d'apujar els impostos, ni preocupar-se del descontentament de la ciutadania ni de la seva representació. Els xocs civils sovint són motivats pel coneixement que, en prendre el poder, el guanyador obté d'un accés virtualment complet al paquet d'ajuda.
L'ajuda fa que la burocràcia es torni clientelista i emboliqui els ciutadans amb tràmits innecessaris. Al Camerun, es tarda 426 dies a fer un procediment comercial i 119 dies a Angola.
L'ajuda alimentària que compra menjar conreat als Estats Units provoca la fallida als agricultors locals. S'ha fet poc per ajudar els agricultors i es gasten milions de dòlars en el programa.
La gran quantitat de diners crea la "malaltia holandesa": els grans fluxos de diners fan que la moneda local s'enforteixi incrementant a més els preus interns. Això crea més inflació, de manera que els països han d'emetre bons. Uganda va ser obligada a emetre'ls el 2005, pagant interessos de $ 110 milions de dòlars anuals.

### Interessos de la Xina i dels Estats Units a l'Àfrica
La Xina està present en estats amb grans recursos, com petroli, a Angola, que és el seu principal proveïdor, i en altres països com són Guinea Equatorial, Nigèria, el Txad, el Sudan, Gabon, Zàmbia i República Democràtica del Congo, aquests dos últims, productors de minerals.
Després dels Estats Units i de la Unió Europea, La Xina és el tercer soci més important del continent, amb inversions i indústries de la construcció que hi estan fent infraestructures, habitatges, hospitals i l'explotació d'hidrocarburs i minerals. La Xina té estreta relació amb Zimbàbue i el Sudan, governs que són qüestionats. Els Estats Units té interessos a l'Àfrica pel petroli.